# Hieracium chrysostyloides
Hieracium chrysostyloides es una especie de planta con flor del género Hieracium, de la familia Asteraceae, orden Asterales.

## Distribución
Hieracium chrysostyloides se distribuye por la República Checa.

## Taxonomía
Fue descrita científicamente por (Zahn) J. Chrtek fil. Fue publicada en Preslia 67: 103 (1995).